# Storbritanniens damlandslag i innebandy
Storbritanniens damlandslag i innebandy representerar Storbritannien i innebandy på damsidan.

## Historik
Laget spelade sin första landskamp den 25 april 1998, då man besegrade Belgien med 7-0.

### Fotnoter
1. ↑  ”International Floorball Federation”. http://www.floorball.org/default.asp?kieli=826&sivu=154&alasivu=154. Läst 22 augusti 2011.